# 2020年東京オリンピックのルーマニア選手団
2020年東京オリンピックのルーマニア選手団(2020ねんとうきょうオリンピックのルーマニアせんしゅだん、ルーマニア語: România la Jocurile Olimpice de Tokio din 2020)は、2021年7月23日から8月8日にかけて日本の首都東京で開催された2020年東京オリンピックのルーマニア選手団、およびその競技結果。

## メダル
| メダル | 選手名                                                                                        | 競技         | 種目               | 日付    |
| ------ | --------------------------------------------------------------------------------------------- | ------------ | ------------------ | ------- |
| 金     | アンクツァ・ボドナル シモナ・ラディシュ                                                       | ボート       | 女子ダブルスカル   | 7月28日 |
| 銀     | アナ・マリア・ポペスク                                                                        | フェンシング | 女子エペ個人       | 7月24日 |
| 銀     | ミハイツァ・チガネスク ムグレル・バシレ・セムチュク シュテファン・ベラリウ コスミン・パスカリ | ボート       | 男子舵手なしフォア | 7月28日 |
| 銀     | マリウス・コズミウク チプリアン・トゥドサ                                                     | ボート       | 男子舵手なしペア   | 7月29日 |

## 種目別選手・スタッフ名簿及び成績

### 体操

#### 体操
- マリアン・ドラグレスク（英語版）
  - 男子個人総合

- マリア・ホルブラ（ルーマニア語版）
  - 女子個人総合

### サッカー
- サッカールーマニア代表[1]
  - 男子